# シドニア (小惑星)
シドニア (579 Sidonia) は小惑星帯に位置する小惑星である。ハイデルベルクのケーニッヒシュトゥール天文台で、アウグスト・コプフによって発見された。
クリストフ・ヴィリバルト・グルックのオペラ『アルミード』の登場人物にちなんで命名された。